# Tierisch Extrem
Tierisch Extrem (Originaltitel: The Most Extreme) ist eine US-amerikanische dokumentarische Tiersendung, bei der in jeder Episode spezielle Tiereigenschaften wie Stärke, Geschwindigkeit, Gliedmaßen, Ernährung und Liebesleben untersucht werden. Dabei werden jeweils zehn Tierarten porträtiert, welche extreme oder ausgefallene Ausprägungen der entsprechenden Eigenschaft besitzen. Die etwa 50 Minuten langen insgesamt 77 Episoden der Serie wurden in Neuseeland von der Produktionsfirma Natural History New Zealand für den Pay-TV-Sender Animal Planet produziert und dort am 1. Juli 2002 erstausgestrahlt. Die deutsche Erstausstrahlung sicherte sich das ZDF. Inzwischen wurde Tierisch Extrem auch beim deutschen Ableger von Animal Planet ausgestrahlt. Eine Zeit lang wurden einzelne Sendungen bei n-tv in der Sendung Moderne Wunder ausgestrahlt. Seit Januar 2010 werden die ersten 32 Folgen dienstags um 17.30 Uhr bei ZDFneo ausgestrahlt.
Neben dem Ranking der Tiere werden die tierischen Fähigkeiten in der Sendung in einer Computeranimation beim Menschen getestet. Anschließend werden Menschen interviewt, die einen vergleichbaren Charakterzug besitzen. So wurden etwa in der „Super Shark“-Episode Hammerhaie beschrieben, deren Seh- und Geschmacksvermögen sowie ihre Fähigkeit, Spannungen kleiner als ein 500 Millionstel Volt zu spüren, extrem sind. Der Hai wurde daraufhin mit menschlichen Hackern verglichen, die in einer Nachbarschaft umherfahren und ungeschützte WLANs aufspüren. Neben den Interviews werden darüber hinaus oft alte, meist gemeinfreie Cartoons, Videoclips und Trailer einbezogen.